# Kayla Ewell
Kayla Noelle Ewell (Long Beach, Califórnia, 27 de agosto de 1985) é uma atriz estado-unidense.
Ela é conhecida por suas atuações The Bold and the Beautiful e o aclamado Freaks and Geeks na NBC, em 2009. Em 2011, fez participações especiais como Vicki Donovan em The Vampire Diaries, exibida no Brasil pelo canal Warner, em 2010 e 2011 partiçipou de dois episódios consecutivos da série House MD ambos da 7ª temporada.

## Biografia
Kayla Ewell nasceu na cidade de Long Beach na Califórnia e cresceu na cidade de Seal Beach. Ela estudou dança, canto e atuação no Orange County Song & Dance Company em Wesrminters. Kayla Ewell foi descoberta por um agente enquanto tinha aulas de atuação por volta de 1999, e perguntou de poderia ir a uma audição. Ela se formou no ensino secundário pela escola de Los Alamitos High School em 2003.

### Vida pessoal
Desde 2009, Kayla Ewell vive na cidade de Los Angeles, localizada na Califórnia. Ela declarou para a revista Sophisticate em 2005, que ela gosta de pintar, praticar escalada e rapel em seu tempo livre. Ela também inclui a dança e rafting em seus hobbies favoritos. Ela também esteve no time de surf da escola no ensino médio.
Entre 2006 e 2009, Kayla Ewell namorou o também ator estadunidense Kellan Lutz, famoso por sua participação dos filmes da saga "Twilight", por dois anos e meio. Ela declarou o seu estado como "totalmente solteira" para a revista Star em outubro de 2009.
Ela mantém uma amizade muito próxima com a atriz Candice Accola, com quem trabalhou junto na série de televisão "The Vampire Diaries". Em 2018, ao lado de Candice Accola, ela co-lançou o podcast intitulado de "Directionally Challenged" com a amiga.

## Namoro, casamento e maternidade
Em maio de 2015, Kayla iniciou um namoro com o ator e modelo Tanner Novlan.
Eles se casaram em 12 de setembro de 2015.
Em março de 2019, Ewell anunciou oficialmente que ela e seu marido estavam esperando o primeiro filho juntos.
Em 16 de julho de 2019, Ewell deu à luz uma filha, a quem deu o nome de Poppy Marie Novlan.

## Carreira de atriz
Em 2000, foi a primeira vez que Kayla Ewell apareceu na televisão na série Freaks end Geeks, atuando como Maureen Sampson no episódio "Carded and Discarded", dirigido por Judd Apatow.
De 2004-2005, ela se destacou na novela The Bold and the Beautiful, e foi convidada especial em seriados como The O.C., Boston Public, Veronica Mars, Close to Home e Entourage. Ela teve também pequenas participações nos filme Sorte no Amor, com Lindsay Lohan, e Material Girls, com Hilary e Haylie Duff. Kayla também tem um papel principal no filme Senior Skip Day.
Em 2008, ela participou do vídeo-clipe da música "Without You", da banda de Hinder.
Em 2009, a Kayla Ewell co-estrelou na série de televisão "The Vampire Diaries", exibida pela The CW, pelos primeiros sete episódios da 1.ª temporada, onde interpreta a estudante do ensino médio problemática, encrenqueira e com vícios em drogas e bebida alcoólicas chamada Victoria "Vicki" Donovan, que é a irmã maior do bom aluno, exemplar e popular do time da escola de futebol americano Matthew G. "Matt" Donovan (interpretado por Zach Roerig). Sua personagem faz um caótico par romântico com o problemático Tyler Lockwood (interpretado por Michael Trevino) e depois com Jeremy Gilbert (interpretado por Steven R. McQueen). Sua personagem é a primeira humana da série a ser transformada em uma vampira. A sua última aparição na primeira temporada foi no episódio temático sobre halloween intitulado de "Haunted" (em S1E7).
Em novembro de 2009, Kayla Ewell afirmou para a E! Online, que o seu contrato com a The CW ainda não havia acabado, insinuando que a sua personagem poderia voltar para a série. Porém o criador da série Kevin Williamson disse que não há planos de traze-lá de volta a série. Mesmo assim a personagem ainda apareceu nos primeiros episódios da terceira temporada do seriado.
Também em 2009, ela participou do vídeo-clipe da banda australiana Sick Puppies, da música "Maybe", disponível no YouTube.
Em 2013, Ewell estrelou ao lado de Austin Stowell e Danny Glover no filme para televisão da Hallmark intitulado de Shuffelton's Barbershop, como Norma, uma cantora e compositora de música country. O nome do filme vem de uma pintura de Norman Rockwell dos anos 1950 que mostrava músicos de bluegrass tocando em uma barbearia. 
Ewell estrelou o filme de terror The Demented (2013) ao lado de Sarah Butler e Michael Welch. Ela também estrelou o filme de 2014, Deadly Daycare, com a atriz Christy Carlson Romano. Em abril de 2016, Ewell começou a filmar o longa, 2 anos e 8 dias , com Ryan Merriman no Novo México.  O filme, renomeado 2 Years of Love foi lançado em 24 de janeiro de 2017.
Em 2017, estrelou o vídeo-clipe da música "Hold On", do cantor Derek Hough.

## Filmografia

### Televisão
| Título                              | Ano         | Papel                     | Episódios |
| ----------------------------------- | ----------- | ------------------------- | --- |
| Freaks end Geeks                    | 2000        | Maureen Sampson           | 1 Episódio |
| The O.C                             | 2005        | Casey                     | Participou da 3 Temporada                                                                                     |
| Just My Luck                        | 2006        | Figurante                 | |
| Veronica Mars                       | 2006        | Angie Dahl                | Episódio: "I Am God"                                                                                          |
| Senior Skip Day                     | 2008        | Cara                      | Papel principal                                                                                               |
| The Vampire Diaries (1.ª temporada) | 2009        | Victoria "Vicki" Donovan  | Participação em 7 episódios                                                                                   |
| CSI: Crime Scene Investigation      | 2010        | Bettina Clarke            | Episódio: "Take My Life Please"                                                                               |
| House MD                            | 2010        | Nika                      | 2 Episódios                                                                                                   |
| The Vampire Diaries (2.ª temporada) | 2011        | Victoria "Vicki" Donovan  | Episódio: "As I Lay Dying" (S2E22)                                                                            |
| The Vampire Diaries (3.ª temporada) | 2011        | Victoria "Vicki" Donovan  | Episódios: "The Birthday" (S3E1) "The Hybrid" (S3E2) "The Reckoning" (S3E5) "Smells Like Teen Spirit" (S3E6)  |
| Shuffelton's Barbershop             | 2013        | Norma Cameron             | Protagonista; filme para televisão de Hallmark Channel;                                                       |
| The Vampire Diaries (5.ª temporada) | 2014        | Victoria "Vicki" Donovan  | Episódios: "500 Years of Solitude" (S5E11) "Resident Evil" (S5E18)                                            |
| Lucifer (série de televisão)        | 2015        | Amanda Bello              | Episódio: "Piloto" (S1E1)                                                                                     |
| The Vampire Diaries (8.ª temporada) | 2017        | Victoria "Vicki" Donovan  | Episódios: "Nostalgia's a Bitch" (S8E10) "We're Planning a June Wedding" (S8E15) "I Was Feeling Epic" (S8E16) |
| Roswell, New Mexico                 | 2019 - 2020 | Nora Truman / Mara (nova) | Participação                                                                                                  |